# Inchcape
Inchcape est une entreprise britannique spécialisée dans la distribution automobile.

## Histoire
En mars 2018, Inchcape annonce l'acquisition pour 298 millions de dollars de Grupo Rudelman, une entreprise spécialisée dans la vente automobile en Amérique centrale.

## Principaux actionnaires
Au 31 mars 2020.
| Standard Life Investments             | 6,39% |
| M&G Investment Management             | 4,30% |
| The Vanguard Group                    | 3,67% |
| Norges Bank Investment Management     | 3,18% |
| Union Investments & Developments      | 3,15% |
| Polaris Capital Management            | 3,06% |
| Baillie Gifford & Co.                 | 3,01% |
| Dimensional Fund Advisors             | 2,86% |
| Legal & General Investment Management | 2,67% |
| Thompson, Siegel & Walmsley           | 2,58% |